# حقل الرميلة الشمالي
حقل الرميلة الشمالي هو أحد أكبر وأهم حقول النفط في العراق. يحتوي على العديد من الآبار النفطية المكتشفة وغير المكتشفة. توجد في هذه المنطقة محطة الضخ الأولى (PS1) بالعراق والتي تجمع إنتاج العراق من النفط الخام من كل المناطق ضمن الخط الاستراتيجي من الشمال مروراً بوسط العراق وبكل المحطات الفرعية جامعاً منها مادة النفط الخام لكي ينتهي بمحطة الضخ الأولى في منطقة الرميلة الشمالية، حيث يخزن في خزانات ضخمة لكي يمرر بعد ذلك على دفعات إلى موانئ الجنوب إلى بواخر نقل النفط.
وكذلك يحتوي الحقل على منطقة سكنية كبيرة يتكون أغلب سكانها من الموظفين الذين يعملون في المحطات النفطية والمنشأت وتعتبرالمنطقة السكنية من المناطق الفقيرة نسبة إلى ثراء هذه الحقول بالنفط الخام والذي يعتبر من أهم الموارد التي يعيش عليها سكان العراق باجمعهم كون الزراعة والتجارة والصناعة حاليا غير موجودة في هذا البلد.